# Lista över fiktiva counties
Fiktiva counties är counties som namngivits av författare i romaner och andra böcker, men som inte existerar i verkligheten. 

## Kanada
- Missinabi County, Ontario
- Possum County, Ontario

## Storbritannien
- Barsetshire, Återfinns i flera av författaren Anthony Trollopes romaner.
- Borsetshire, ur BBC:s radiodrama The Archers
- Diddlesex, nämns i satiriska Punch magazine på 1840-talet
- Downshire
- Glebeshire, förekommer i många av Hugh Walpoles romaner
- Glenshire, fiktiv ort i The Body in the Library av Agatha Christie
- Loamshire
- Mallardshire, nämns i Count Duckula.
- Mertonshire, ur "The Horses of Diomedes" i The Labours of Hercules av Agatha Christie
- Mortshire, nämns i Edward Goreys romaner.
- Midsomer, platsen för Morden i Midsomer.
- Naptonshire
- Quantumshire, från Nebulous.
- Radfordshire
- Rutshire, nämns i Rutshire Chronicles av Jilly Cooper
- Slopshire, nämns i Doctor Dolittle
- Southmoltonshire, nämns i Ring for Jeeves av P.G. Wodehouse
- South Riding of Yorkshire, nämns i South Riding av Winifred Holtby.
- Trumptonshire, nämns i TV serierna Camberwick Green, Trumpton och Chigley
- Wessex, nämns i Thomas Hardys romaner
- Westershire, nämns i TV-serien Pie in the Sky
- Winshire
- Worfordshire, nämns i romanen Blott on the Landscape av Tom Sharpe
- Wyvern - county med den fiktiva staden Holby (baserad på Bristol), utspelningsplats för BBC:s dramaproduktion Casualty, Holby City, and HolbyBlue

## Irland
- County Ring - Från Podge & Rodge A Scare At Bedtime Radio Telefís Éireann

## USA
- Alabama
  - Beechum County, nämns i filmen My Cousin Vinny
  - Cotton County, nämns i filmen Crazy in Alabama
  - Greenbow County, nämns i filmen Forrest Gump
  - Maycomb County
- Kalifornien
  - Balboa County
  - Clark County
  - Hill County
  - Livermore County
- Florida
  - Calusa County
  - Oklawaha County
- Georgia
  - Dougal County
  - Grant County, nämns i romaner av Karin Slaughter
  - Hazzard County, nämns i TV-serierna om The Dukes of Hazzard
- Indiana
  - Raintree County
- Kansas
  - Fillmore County
- Kentucky
  - Crow County
- Louisiana
  - Chinquapin Parish
  - Renard Parish
- Maine
  - Castle County
- Maryland
  - Ramilly County
- Minnesota
  - Herndon County
  - Ironwood County, nämns i romaner av John Schreiber.
  - Mist County
- Mississippi
  - Caldecott County, det county som Marvel Comics karaktär Rogue sägs komma ifrån
  - Ford County, nämns i John Grishams romaner
  - Yoknapatawpha County,  William Faulkners fiktiva county
- New Jersey
  - Huntington County, nämns i Dirk Wittenborn roman Fierce People.
  - Carburetor County
- North Carolina
  - Mayberry County
- Oklahoma
  - Cash County - plats för Vernon, utspelningsblacs för flera deckare av amerikanske senatorn Fred R. Harris (ej att förväxlas med verklighetens Vernon, Oklahoma)
- Oregon
  - Wilbur County, county i Oregon som nämns i The Germaine Truth av Duane Poncy och Patricia J. McLean
- Texas
  - Belken County, nämns i romaner av Rolando Hinojosa-Smith
  - Blackwood County
  - Braddock County, nämns i TV-serien Dallas
  - Heimlich County
  - Kimbie County, nämns i romanen "No Love in Kimbie County" av författaren "Leroy Perkins"
- Virginia
  - Faulconer County, nämns i Starbuck Chronicles av Bernard Cornwell
  - Jefferson County, nämns i TV-serien The Waltons
  - Stoolbend County, ur The Cleveland Show
- Wisconsin
  - Wanker County, nämns i Married... with Children (Peg Bundys födelse-county)
- Ospecificerade amerikanska delstater
  - Bloom County
  - Camden County, ur TV-showen My Name is Earl.
  - Campbell County
  - Cobblestone County, nämns i The Flintstones (Bedrocks hem)
  - Kindle County, nämns i  Scott Turows romaner
  - Kornfield Kounty, nämns i showen Hee Haw
  - Mississinewa County, fiktivt county uppfunnet av poeten Jared Carter
  - Moose County
  - Papen County
  - Stevenston County, ur filmen Scary Movie
- Fiktiva stater
- San Andreas, from Grand Theft Auto: San Andreas
  - Bone County
  - Flint County
  - Red County
  - Tierra Robada
  - Whetstone
- Springfields stat (The Simpsons)
  - Shelbyville County
  - Spittle County
  - Springfield County
  - Swartzwelder County
  - Ogdenville County

## Orbital
- Clarke County, Space, ur romanen Clarke County, Space av Allen Steele